# Autana (khu tự quản)
Autana là một khu tự quản thuộc bang Amazonas, Venezuela. Thủ phủ của khu tự quản Autana đóng tại Isla de Ratón. Khự tự quản Autana có diện tích 12291 km2, dân số theo điều tra dân số ngày 21 tháng 10 năm 2001 là 754 người.